# Luogo
Con luogo si identifica un ambito spaziale, determinato materialmente o mentalmente.

## Definizione scientifica
A livello geografico terrestre, un luogo è univocamente identificato da coordinate geografiche di latitudine rispetto all'equatore e longitudine, rispetto al meridiano di Greenwich.
Ad esempio: Nuuk è un centro abitato (dunque un luogo di dimensioni non ridotte) della Groenlandia meridionale. Allo stesso modo però anche un'aula di una determinata scuola di una certa città è un luogo.
È descritto come luogo anche un punto o un'area che si trova all'esterno del pianeta Terra, dando un taglio astronomico. Anche in astronomia esistono dei sistemi di coordinate per identificare esattamente un luogo.
Ad esempio: Fobos è un satellite di Marte (dunque un luogo, anche se di enormi dimensioni) ma allo stesso tempo anche la cima del Monte Olimpo, il vulcano più alto del nostro sistema solare è un luogo ben definito (è ben delimitato).

## Definizione umanistica
La geografia umana considera i luoghi come spazi emotivamente vissuti. 
Già nella storia della filosofia, peraltro, essi non erano soltanto degli spazi misurabili quantitativamente, ma erano associati a delle qualità: fino all'età rinascimentale, la filosofia della natura si basava sulla dottrina aristotelica dei «luoghi naturali», in virtù della quale ognuno dei quattro elementi ha un luogo o uno spazio suo naturale al quale tende a ritornare qualora vi venga rimosso. L'acqua e la terra tendono verso il basso, l'aria e il fuoco verso l'alto.
Il vuoto, in quanto assenza di elementi e quindi di luoghi, era qualcosa di inammissibile per Aristotele, che polemizzò per questo con gli atomisti.
In età moderna, Leibniz riaffermò che «lo spazio è ciò che risulta da luoghi presi insieme», identificandolo cioè con l'insieme delle relazioni spaziali tra gli oggetti del mondo: anche per lui non possono esistere dei luoghi indipendentemente dagli oggetti eventualmente presenti, perché ciò implicherebbe la possibilità di due universi esattamente uguali pur differenti per la loro posizione, paradosso che contraddirebbe il principio dell'identità degli indiscernibili e di ragion sufficiente. Egli si opponeva in tal modo alla concezione newtoniana di uno spazio inteso come luogo assoluto e astratto rispetto alle forze che vi operano.

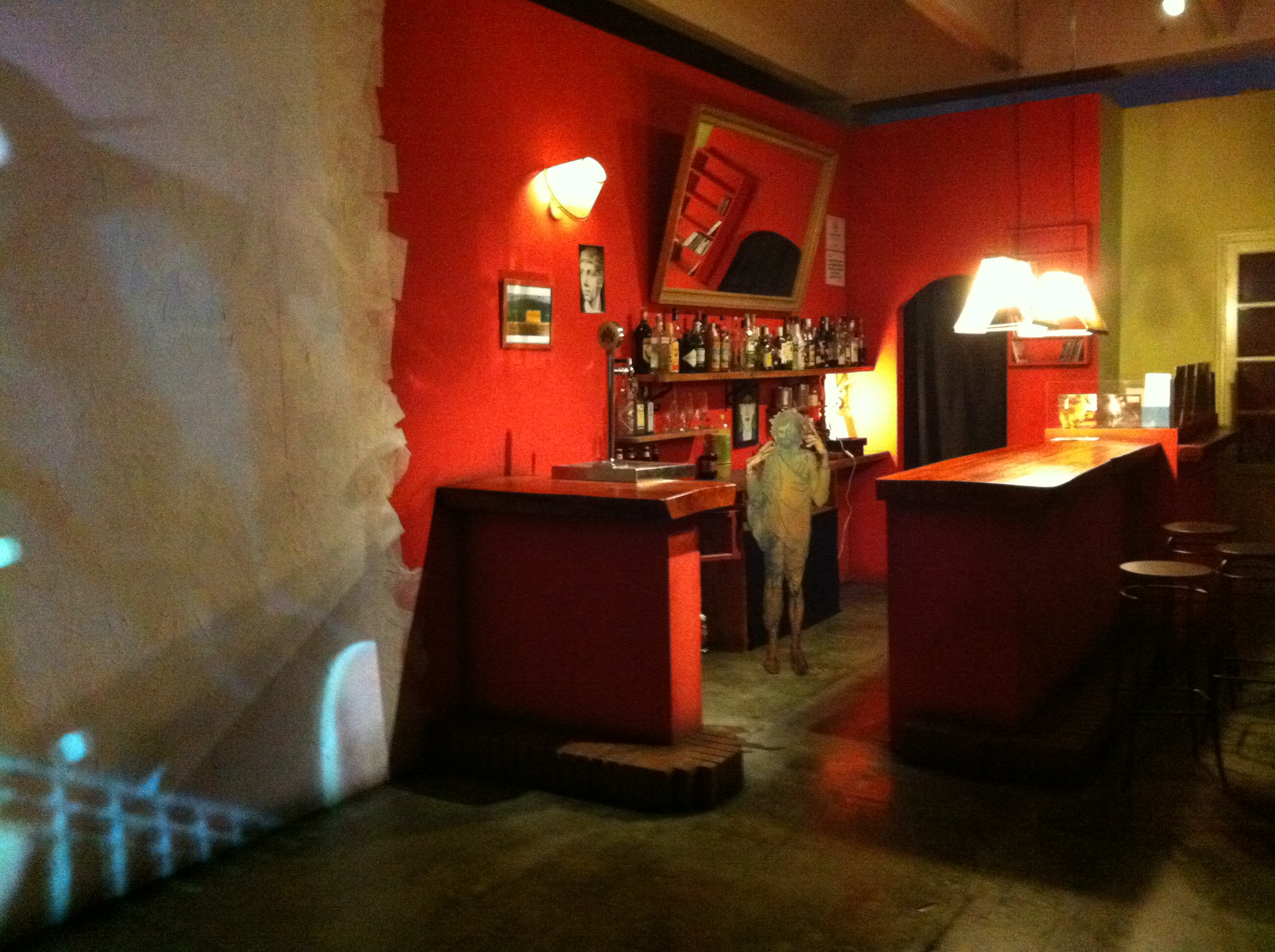
Mostra del Genius Loci alla Fundació Joan Miró.

Nel corso  del XX secolo, nuovi esponenti del pensiero geografico hanno preso le distanze dalle  teorie strutturaliste, che riducevano il territorio ad una realtà spiegata in termini di causa-effetto, non tenendo conto della soggettività specifica dei singoli individui, rivalutandola come prevalente sull'oggettività dei dati puramente fisici: il luogo acquista importanza per i sentimenti, i ricordi e le suggestioni che trasmette al singolo individuo, attraverso modalità del tutto personali.
Lo studio delle geografie private si avvale di strumenti quali la letteratura, il cinema o la pittura.
Attraverso le espressioni artistiche, il luogo si carica di una moltitudine di significati e simboli che concorrono a crearne l'esclusività e a definirne il Genius loci, così chiamato dagli antichi Romani, cioè lo spirito, il carattere, l'anima di un luogo.
Genius loci, ad esempio, è l'atmosfera che si respira in un determinato quartiere, i colori delle case, gli odori, i suoni, o la parlata della gente che vi abita; individuando, così, le caratteristiche socio-culturali del quadro ambientale, la sua identità.
Derivante dal latino locus, il termine luogo sembra avere peraltro la stessa radice del sanscrito loka, che nella cosmologia induista denota diversi piani di realtà spazialmente suddivisi, ai quali corrispondono metaforicamente anche diversi stati di coscienza.

## Diritto
Il diritto distingue la natura del luoghi, in applicazione del principio che la libertà personale è limitata dal diritto altrui, o dalle ragioni di pubblico interesse, e che pertanto determinati diritti sono garantiti solo in certi luoghi, come determinati comportamenti sono sanzionati o permessi a secondo della natura del luogo.
Per esempio, alcune situazioni giuridiche se avvengono o riguardano luoghi pubblici o luoghi aperti al pubblico o luoghi esposti al pubblico, hanno caratteristiche specifiche e sono regolate da norme speciali o da specifiche disposizioni delle norme ordinarie, rispetto al caso in cui avvenissero in un luogo privato.
Un luogo pubblico è uno spazio pubblico a cui può accedere chiunque senza alcuna particolare formalità, essendo quello il suo scopo ed utilizzo normale e prevalente (ad esempio strade, piazze, giardini pubblici, spiagge demaniali).
Un luogo aperto al pubblico è uno spazio in cui chiunque può accedere, limitatamente e nel rispetto di regole (che possono ad esempio essere un orario d'apertura, il pagamento di un biglietto d'ingresso, l'obbligo d'iscrizione ad un'associazione che lo gestisca) stabilite dal proprietario (sia esso un privato o un ente pubblico) o da altre norme. Per esempio, uno dei principali principi delle democrazie moderne e che c'è liberta assoluta di riunione, se lo scopo non è contrario alla legge, nei luoghi aperti al pubblico (salvo in genere alcune limitazioni tecniche sul numero di persone che possono accedervi contemporaneamente), mentre le riunioni in luogo pubblico sono soggette spesso a formalità o autorizzazione preventiva.
Un luogo esposto al pubblico è un luogo non aperto al pubblico e non pubblico dove una parte del luogo, ciò che vi si trova e ciò che vi accade può essere esposto alla visione di un generico pubblico di persone. Tale nozione riguarda per esempio i comportamenti contrari alla morale pubblica o al pubblico decoro, che in quasi tutti gli ordinamenti sono sanzionati anche se commessi in uno spazio privato se aperto al pubblico.

## Non-luogo
Il non-luogo rappresenta la perdita di centralità e di identità di un luogo: un processo che caratterizza la società post-moderna, metropolitana e globalizzata.
Marc Augé (antropologo francese, autore di Non-lieux. Introduction à une anthropologie de la surmodernitè) oppone al luogo, inteso come spazio centrale della città consolidata, il non-luogo della città diffusa.
Esempi di non-luoghi possono essere offerti dalle periferie delle grandi città contemporanee, oggetto di ricerca privilegiato per comprendere le problematiche etnico-socio-culturali del terzo millennio.

## Luogo di fantasia
Molte opere letterarie e cinematografiche (soprattutto a carattere fantastico, fantascientifico o cartoni animati) descrivono o raccontano di luoghi immaginari, cioè luoghi che non esistono nella realtà se non nella realtà del racconto stesso.
Esempio è il "paese delle meraviglie" del film d'animazione della Disney Alice nel Paese delle Meraviglie".